# بلسدیکه
بلسدیکه (به هلندی: Blesdijke) یک منطقهٔ مسکونی در هلند است که در وست‌استلینگ‌ورف واقع شده‌است. بلسدیکه ۴۶۱ نفر جمعیت دارد.